# کابونا
کابونا (به لاتین: Kabuna) یک منطقهٔ مسکونی در کیریباتی است که در کیریباتی واقع شده‌است. کابونا ۲۰۲ نفر جمعیت دارد.